# Скинтея (Вранча)
Скинтея (рум. Scânteia) — село у повіті Вранча в Румунії. Входить до складу комуни Жаріштя.
Село розташоване на відстані 170 км на північний схід від Бухареста, 18 км на північний захід від Фокшан, 89 км на північний захід від Галаца, 111 км на схід від Брашова.

## Населення
За даними перепису населення 2002 року у селі проживали 256 осіб, усі — румуни. Усі жителі села рідною мовою назвали румунську.